# Renaissance (Band)
Renaissance (englische Aussprache [rɪˈneɪ̯səns]) ist eine britische Progressive-Rock-Band.

## Geschichte
Nachdem sich die Yardbirds 1968 aufgelöst hatten, gründeten die ehemaligen Mitglieder Keith Relf und Jim McCarty mit Renaissance eine experimentelle Rockband. Das Quintett wurde durch Louis Cennamo (Bass), John Hawken (Piano) und Relfs Schwester Jane (Gesang) vervollständigt. In dieser Besetzung nahmen sie die beiden Alben Renaissance und Illusion auf und trennten sich dann. McCarty stellte eine neue Band zusammen, die er jedoch bald selbst verließ. 
Ab 1971 schlossen sich die Gründungsmitglieder kurzzeitig zur Formation Illusion zusammen. Die neue Besetzung bestand aus Annie Haslam (Gesang), Michael Dunford (akustische Gitarre), der zum Album Illusion das Lied Mr Pine beigesteuert hatte, John Tout (Piano), Jon Camp (Bass) und Terry Sullivan (Schlagzeug). Zusammen mit Rob Hendry (elektrische Gitarre) brachte Renaissance 1972 das Album Prologue heraus. Die Musik stammte hauptsächlich von Dunford und McCarty, die Texte von Betty Thatcher.
In den 1970ern hatte Renaissance ihre erfolgreichste Phase, in der sie 1978 mit dem Titel Northern Lights aus dem Album A Song for All Seasons einen Hit in den UK Top 10s erreichten.
In den 1980ern ließ der Erfolg nach und die Band löste sich auf. In den 1990ern erschienen einige Kompilationen. Ende der 90er hatten sowohl Haslam als auch Dunford neue Bands, die sie Renaissance nannten. Ende der 1990er Jahre reformierten Haslam und Dunford Renaissance mit einer gemeinsamen Band. Michael Dunford, Gitarrist und Hauptkomponist starb am 20. November 2012 an den Folgen einer Hirnblutung. Am 29. Januar 2015 verstarb Danny McCulloch, der ehemalige Bassist der Band, an einem Herzinfarkt. Am 1. Mai 2015 erlag der ehemalige Keyboarder John Tout in London einem Lungenleiden.

## Musikstil
Kennzeichnend für den Stil von Renaissance der 1970er Jahre ist die Kombination von Elementen der Klassischen Musik mit ausgiebigem Einsatz von Klavier und Orchester sowie der Folkmusik, ohne dabei jedoch zu komplexe Songstrukturen zu schaffen. Renaissance war eine der wenigen Progressive-Rock-Bands, die mit Annie Haslam eine Frontfrau und Leadsängerin hatten. In den 1980er Jahren wandelte sich der Stil hin zu eingängigeren Popklängen wie Synthiepop und New Wave.

## Diskografie

### Studioalben
- 1969: Renaissance
- 1971: Illusion
- 1972: Prologue
- 1973: Ashes Are Burning
- 1974: Turn of the Cards
- 1975: Scheherazade and Other Stories
- 1977: Novella
- 1978: A Song for All Seasons
- 1979: Azure D’or
- 1981: Camera Camera
- 1983: Time-Line
- 1994: The Other Woman
- 2000: Day of the Dreamer
- 2001: Tuscany (Annie Haslam und Michael Dunford)
- 2013: Grandine il Vento (Eigenverlag)

### Livealben
- 1976: Live at Carnegie Hall (Doppelalbum)
- 1978: Dream & Omens
- 2002: In the Land of the Rising Sun (Live in Japan)
- 2006: British Tour ’76
- 2016: Live at the Union Chapel
- 2018: A Symphonic Journey (Live at the Keswick Theatre)

### Andere Veröffentlichungen
- 1990: Tales of 1001 Nights Volume I (Kompilation)
- 1990: Tales of 1001 Nights Volume II (Kompilation)
- 1994: The Other Woman (Michael Dunfords Band)
- 1994: Blessing in Disguise (Annie Haslams Band)
- 1995: Da Capo (Doppel-CD-Sampler)
- 1997: At the Royal Albert Hall with the Royal Philharmonic Orchestra, Part 1
- 1997: At the Royal Albert Hall with the Royal Philharmonic Orchestra, Part 2
- 1997: Songs from Renaissance Days (Kompilation von B-Seiten, Outtakes und Demos)
- 2000: Unplugged – Live at the Academy of Music, Philadelphia USA
- 2010: The Mystic and the Muse (EP mit drei neuen Songs)
- 2014: Symphony of Light (Kompilation der EP und des selbstverlegten Albums)
- 2016: Live at BBC-Sight & Sound (CD/DVD-Box-Set, Konzertmitschnitte und BBC-Radio-Session aus den Jahren 1975–1978)
- 2024: Can You Hear Me? Broadcasts 1974-1978 (2 CD/1 Blu-ray)